# Фраваші
Фраваші (авест. 𐬟𐬭𐬀𐬎𐬎𐬀𐬴𐬌, трансліт. fravaṣ̌i, [frəˈvɑːʃi] ) — авестійський термін для позначення зороастрійської концепції особистого духу людини, мертвої, живої чи ще ненародженої. Фраваші індивідуума посилає урван (часто перекладається як «душа») у матеріальний світ для боротьби між добром і злом. Вранці четвертого дня після смерті урван повертається до свого фраваші, де збирається його досвід у матеріальному світі, щоб допомогти наступному поколінню в боротьбі між добром і злом.

## Опис

Графічне зображення, схоже на висічене в Персеполі.

Хоча в Авесті немає фізичного опису фраваші, фаравахар, один із найвідоміших символів зороастризму, зазвичай вважається його зображенням.